# 米海尔八世
米海尔八世·巴列奥略（拉丁語：Michael VIII Palaiologos，1224年—1282年12月11日），拜占庭帝国皇帝，1259年至1282年在位。他是巴列奥略王朝的奠基人，这个王朝一直统治到1453年君士坦丁堡之陷落。1261年他从拉丁帝国手中夺回了君士坦丁堡，由此将尼西亚帝国转化为重建的拜占庭帝国。

## 上台之路
米海尔八世是一名拜占庭帝国官员（megas domestikos）的儿子，他的母亲是拜占庭皇帝阿历克塞三世的外孙女。虽然今天对拜占庭皇家亲缘关系的知识有缺陷，但是在米海尔八世的先辈中至少有11位皇帝。他是拜占庭贵族中最高贵的人。假如1203年第四次十字军东征没有攻占君士坦丁堡的话他本来可以按照合法的世袭序列登上皇帝宝座的。
米海尔八世早年就与众不同，他后来成为尼西亚帝国皇帝的拉丁雇佣军的长官。1258年塞奥多利二世死后他与君士坦丁堡牧首阿爾塞尼烏斯·奧托里安一起成为了八岁的约翰四世的卫队长官。同年11月他被授予执政官（despotēs）的头衔。1259年1月1日在热那亚共和国的帮助下他被提升为共治皇帝。

## 统治
1261年7月25日米海尔八世的军队从拉丁帝国最后一位皇帝鲍德温二世手中夺回君士坦丁堡。米海尔八世于8月15日进入君士坦丁堡，并与他的幼子安德洛尼卡二世一起加冕。12月，留在尼西亚的约翰四世被刺瞎双眼，关入修道院。君士坦丁堡牧首阿爾塞尼烏斯·奧托里安因此革除米海尔八世的教籍，其教籍一直到六年后（1268年）才被新牧首约瑟夫一世恢复。米海尔八世又迅速地将约翰四世的姐妹们远嫁他处，让她们的子女无法威胁他自己的孩子的继承权。
米海尔八世进入君士坦丁堡后下令放弃所有拉丁习俗，恢复了大多数第四次十字军东征前的拜占庭仪式和机构，恢复君士坦丁堡的人口，重建被破坏的教堂、修道院和公共建筑。他强烈地意识到西方拉丁世界，尤其是他的邻国意大利（那不勒斯王国的卡洛一世、教宗瑪定四世和威尼斯共和国），对他的巨大威胁，因为这些势力试图恢复拉丁人对君士坦丁堡的统治。
1259年米海尔八世战胜了亚该亚侯国和伊庇鲁斯的联军。在教宗烏爾巴諾四世的调停下分别于1263年与亚该亚和1264年与伊庇鲁斯达成和议。根据这个和议亚该亚将摩里亚的米斯特拉斯、摩涅姆瓦西亚等三座要塞让给拜占庭。米海尔八世与热那亚联盟来对付威尼斯和其它爱琴海拉丁国家，最后则与热那亚和威尼斯均达成协议来保障拜占庭与这些势力之间的力量平衡，此外，他还和伊兒汗国建立拜占庭-蒙古联盟，穩定其東部的新鄰居以及利用強大的伊兒汗國制衡羅姆苏丹國。
为了在教宗与拉丁帝国的支持者间制造隔阂，米海尔八世决定合并东正教与天主教教会。1274年在第二次里昂会议上签署了两个教会的合并。但是米海尔八世做出的妥协在拜占庭遇到了巨大的反对。他不得不将许多反对合并的人关入监狱。
这场争议使得拜占庭的东正教邻居塞尔维亚和保加利亚加入了米海尔八世的敌人的阵营。在米海尔八世的统治期间这并没有造成巨大的威胁。1270年代末米海尔八世利用保加利亚的内战占领了保加利亚部分的色雷斯，甚至短期地将他的女婿伊凡·阿森三世推上保加利亚王位。短期内这个两教合并也在西方达到了其外交目的。但是最后与那不勒斯联盟的教宗瑪定四世还是革除了米海尔八世的教籍。另一方面，米海尔八世的两位私生女配与伊兒汗國的阿八哈和蒙古领袖朮赤的后裔那海。那海儿子恰卡短暂控制过保加利亚国土。
通过精心安排的外交步骤米海尔八世挑动了西西里岛上反抗那不勒斯王国的民变，并促使了加泰罗尼亚国王佩德罗三世入侵西西里。这导致了那不勒斯王国的分裂，那不勒斯国王不得不在此后（无效地）试图重获对西西里的统治。
在内政上米海尔八世恢复了拜占庭帝国老的管理制度，但是未敢校正其缺陷。通过发放廉价的银币他加速了拜占庭商业的衰败。为了恢复君士坦丁堡的元气以及保卫他在欧洲的省份他削弱了安那托利亚前线的军队，不得不削减其薪水以及取消其免税。这个政策导致了这个前线的逐渐崩溃，甚至在米海尔八世1282年在色雷斯逝世前土耳其流民就已经开始逐步渗入安那托利亚了。米海尔八世所建立的帕莱奥洛戈斯王朝在拜占庭统治了近乎两个世纪，比拜占庭历史上任何王朝都要长。

## 家庭
1253年米海尔八世与尼西亚帝国皇帝约翰三世的姪孫女结婚。两人有以下儿女：
- 曼努埃尔（Manuel Palaiologos，1254年—1259年）
- 安德洛尼卡二世（1259年—1332年）
- 康斯坦丁娜（1261年—1306年）
- 埃伦娜（与保加利亚国王伊凡·阿森三世结婚）
- 安娜
- 欧多基娅（与特拉比松帝国皇帝约翰二世结婚）
- 狄奥多拉（与格鲁吉亚国王大卫六世结婚）

此外米海尔八世还有两位私生女：
- 歐佛洛緒涅（嫁给金帳汗國的那海汗）
- 玛丽亚（嫁给伊兒汗國的阿八哈汗）

## 资料来源
- Geanakoplos, Deno J., Emperor Michael Palaeologus and the West (Harvard University Press, 1959)
- Nicol, Donald M. . Cambridge: Cambridge University Press. 1993 [1972].
- 本条目包含来自公有领域出版物的文本: Chisholm, Hugh (编). .  18 (第11版). London: Cambridge University Press: 359–360. 1911.

## 延伸阅读
- Charanis, Peter. "The Jews in the Byzantine Empire under the First Palaeologi." Speculum, 22 (1947), 75–77.
- Harris, Jonathan, Byzantium and the Crusades (Bloomsbury, 2nd ed., 2014). ISBN 978-1-78093-767-0
- Heath, Ian, Byzantine Armies, AD 1118–1461 (Osprey Publishing, 1995). ISBN 1-85532-347-8
- Oxford Dictionary of Byzantium (Oxford University Press, 1991)
- Vannier, J-F. Les premiers Paléologues (Etudes prosopographiques), 1989